# بابت البير (تازغدرة)
بابت البير هو دُوَّار يقع بجماعة البيبان، إقليم تاونات، جهة فاس مكناس في المملكة المغربية. ينتمي الدوّار لمشيخة تازغدرة التي تضم دوارين. يقدر عدد سكانه بـ 1310 نسمة حسب الإحصاء الرسمي للسكان والسكنى لسنة 2004.

## روابط خارجية
- البوابة الوطنية للجماعات الترابية
- المندوبية السامية للتخطيط